# Antoni Noguer i Carvellada
Antoni Noguer i Carvellada (Vic, 18 de setembre de 1956) és un polític català, alcalde de Folgueroles i diputat al Parlament de Catalunya.

## Biografia
Des del 1984 treballa com a oficial de justícia. El 1976 ingressà al Partit dels Socialistes de Catalunya i ha estat un dels fundadors del grup Progrés Municipal d'Osona. Resideix a Folgueroles, on ha estat membre de l'Ateneu.
Pertany a l'associació Amics de Verdaguer. va pertànyer a l'Ateneu de folgueroles, ara dissolt.
A les eleccions municipals de 1987 fou escollit alcalde de Folgueroles, però el novembre de 1987 deixà el càrrec. En 1989 va substituir Justo Domínguez de la Fuente com a diputat al Parlament de Catalunya, i renovà el càrreca les eleccions al Parlament de Catalunya de 1992. Entre altres, ha estat membre de la Comissió d'Investigació del Parlament de Catalunya sobre el Cas de la Urbanització La Riera, de Sant Pere de Torelló.
A les eleccions municipals de 1991 fou escollit regidor de l'ajuntament de Vic. De 1987 a 1991 també fou membre del consell comarcal d'Osona. A les eleccions de 2003 fou escollit novament alcalde de Folgueroles, càrrec que no pogué renovar en 2007.